# شهرداری سونا
شهرداری سونا (به لاتین: Municipality of Sežana) یک منطقهٔ مسکونی در اسلوونی است که در اسلوونی واقع شده‌است. شهرداری سونا ۲۱۷٫۴ کیلومتر مربع مساحت و ۱۲٬۵۸۳ نفر جمعیت دارد.